# 马库斯帕伦蒂
马库斯帕伦蒂（葡萄牙語：Marcos Parente）是巴西皮奥伊州的一个市镇。总面积775.767平方公里，总人口4176人，人口密度5.4人/平方公里。